# حسن العتیبی
حسن العتیبی (عربی: حسن العتيبي؛ زادهٔ ۶ اوت ۱۹۷۶) یک بازیکن فوتبال اهل عربستان سعودی است.
از باشگاه‌هایی که در آن بازی کرده‌است می‌توان به الهلال عربستان و القادسیه عربستان اشاره کرد.